# والتر فرایتاگ
والتر فرایتاگ (آلمانی: Walter Freitag؛ زادهٔ ۲۴ مارس ۱۹۲۵) دوچرخه‌سوار اهل اتریش است.  وی در بازی‌های المپیک تابستانی ۱۹۴۸ شرکت کرده است.